# Georg Rottenberger
Georg Rottenberger (* 1894 in Nürnberg; † unbekannt), Spitzname Schorsch, war ein deutscher Fußballspieler.

## Karriere

### Vereine
Rottenberger, in Nürnberg geboren, begann elfjährig beim FC Franken Nürnberg mit dem Fußballspielen. Mit 17 Jahren wechselte er zum VfB Nürnberg und bestritt für diesen zunächst in der Saison 1911/12 Punktspiele in der bayernweiten A-Klasse, der regional höchsten Spielklasse im Ostkreis, einem von vier Bezirken. Als Achtplatzierter mit seiner Mannschaft abgestiegen, gelang nach nur einer Saison in der Zweitklassigkeit die Rückkehr in die A-Klasse.
Von 1916 bis 1919 gehörte er der SpVgg Fürth als Mittelfeldspieler an, mit der er am Ende seiner Premierensaison die Ostkreismeisterschaft gewann. Mit diesem Erfolg war er mit seiner Mannschaft in der Endrunde um die Süddeutsche Meisterschaft vertreten, die diese als Zweitplatzierter unter den vier Bezirksmeistern abschloss. In dieser Zeit fällt auch der Gewinn des Süddeutschen Pokals, den er mit seiner Mannschaft am 21. April 1918 auf dem Union-Platz in Stuttgart vor 5.000 Zuschauern mit 2:1 gegen den FC Stuttgarter Cickers gewann. 
Es folgte jeweils eine Spielzeit für zwei Vereine; zunächst spielte er von Oktober 1919 bis Februar 1920 erneut für den VfB Nürnberg in der Kreisliga Nordbayern, dann für den Ligakonkurrenten, der Fußballabteilung des TV 1846 Nürnberg, mit der er ebenfalls zum vierten Platz von zehn Mannschaften beitrug.
Danach spielte er eine Saison lang für die SG GFC Düren 99, bevor er nach Nürnberg zurückkehrte. Am Saisonende 1922/23 erneut für die Fußballabteilung TV 1846 Nürnberg spielend, stieg er mit dieser als Sechstplatzierter von acht Mannschaften in die Zweitklassigkeit ab, in der er noch eine Saison lang Punktspiele bestritt.
Beim SV Franken Nürnberg, für den er von 1924 bis 1929 in einer der unteren Ligen spielte, beendete er seine aktive Fußballerkarriere.  

### Auswahlmannschaft
Als Auswahlspieler des Süddeutschen Fußball-Verbandes nahm er am erstmals ausgetragenen Wettbewerb um den Bundespokal, ein im Pokalmodus ausgetragener Wettbewerb der Auswahlmannschaften der Regionalverbände des Deutschen Fußball-Bundes, teil. Er erreichte mit dieser das am 8. Juni 1919 im Deutschen Stadion von Berlin angesetzte Finale. Gegen die Auswahlmannschaft des Norddeutschen Fußball-Verbandes verlor er mit seiner Auswahl vor 10.000 Zuschauern mit 4:5. Außer ihm spielten mit Andreas Franz, Hans Hagen, Hans Schmidt, Leonhard Seiderer, Georg Wellhöfer und Georg Wunderlich sechs weitere Spieler der SpVgg Fürth in der Auswahlmannschaft.

## Erfolge
- Zweiter der Süddeutschen Meisterschaft 1917
- Ostkreismeister 1917
- Bundespokal-Finalist 1919
- Süddeutscher Pokal-Sieger 1918